# Коляда, Василий Нилович
Василий (Виктор) Нилович Коляда (1908 — ?) — заслуженный строитель РСФСР, лауреат Ленинской премии.

## Биография
Родился в Ростове-на-Дону. Окончил совтрудшколу (1925), политехникум внутренних водных путей сообщения (1929), Новочеркасский индустриальный институт (1936), специальность инженер-строитель.
Главный инженер Управления Военно-строительных работ Северо-Кавказского военного округа (Ростов-на-Дону), руководил строительством укреплений на советско-польской границе.
Арестован 30 сентября 1937 г. Приговор от 7 июля 1938 г.: ИТЛ-15, поражение в правах — 5.
В 1938—1939 на Соловках. С 16.08.1939 по 30.09.1949 отбывал срок в Норильлаге. С 1940 г. главный инженер Горстроя.
По ходатайству Норильского комбината решением ОСО НКВД СССР срок наказания снижен на 3 года. В 1956 г. реабилитирован.
С 1954 г. главный инженер Управления производства стройматериалов Норильского комбината.
Ленинская премия 1966 года — за свайное фундирование. Заслуженный строитель РСФСР (1965).